# Hans von Everstein
Hans Graf von Everstein, zeitgemäß auch Eberstein-Naugard († 1. September 1446), war ein schwedischer Reichsrat.

## Leben
Hans war ein Sohn von Ludwig Graf von Everstein (urkdl. 1387–1401) und Euphemia, geb. von Putbus.
Gemeinsam mit seinen Brüdern Albrecht (urkdl. 1417–1459) und Wizlaw (urkdl. 1418–1447) folgte er Herzog Erich von Pommern in die Kalmarer Union. 1416 wurde er in Kalundborg genannt. Als Hauptmann (schwedisch hövitsman) in Gripsholm wurde er 1423 in Kopenhagen genannt. 1434 verlor er Stellung und Besitz in Gripsholm, bekam es aber von König Christoph 1446 erneut bestätigt. Weitere Besitzungen waren von 1427 bis 1434 die Burg Opensten und von 1427 bis 1434 die Burg Västerås. Als schwedischer Reichsrat trat er erstmals 1425 in Stockholm auf.
Hans Graf von Everstein war Unterhändler mit den Hansestädten, so 1424 in Bergen, 1429 auf Seeland, 1430 in Hälsingborg, 1432 in Horsens, 1433 in Köge sowie 1437 in Danzig. In den Jahren 1433 bis 1435 wird er mehrfach unter den dänischen Ratsmitgliedern von König Erik genannt. 1436 war er Länsman in Tranekaer. Als dänischer Reichsrat von König Christoph war er 1445 in Varberg. Diesen begleitete er im Spätsommer 1446 zu Verhandlungen mit König Erik auf Gotland und ertrank bei einem Schiffbruch zwischen Gotland und Kalmar.
Er war in erster Ehe mit Ermengard von Bülow († 1421) vermählt. Aus dieser Ehe stammte die Tochter Philippa († 1476/1477); ⚭ 1447 Sigurd Jonsson. Eine zweite Ehe hatte er mit Elena Lunge, aus der die Töchter Agathe († nach 1447) und Else († nach 1447) hervorgingen.